# Mairana
Mairana es una localidad y municipio de Bolivia, ubicado en la provincia de Florida, en el departamento de Santa Cruz, a 137 kilómetros de la capital departamental sobre la carretera antigua a Cochabamba.
Es una región principalmente agrícola. Esta población al igual que Pampagrande alberga restos de cementerios precolombinos y ruinas de origen preincaico.  También comparte territorio del parque nacional Amboró y Área Natural de Manejo Integrado.
Limita al noroeste con el municipio de Pampagrande, al oeste con Mataral y la serranía La Triga, al sureste con el municipio de Samaipata y al este y noreste con el parque nacional Amboró.
El municipio tiene una población de 10.177 habitantes (según el Censo 2012), su topografía está formada por un conjunto de paisajes montañosos, valles, llanuras y terrazas aluviales, colinas irregulares de pendientes suaves, moderadas y escarpadas. Tiene una temperatura media de 20 °C y se encuentra a una altitud de 1.325 m s. n. m..

## Toponimia
El nombre Mairana fue dado en homenaje a Francisco de Mairana, un poblador proveniente de Santa Cruz de la Sierra, que en el año 1807 vivía en Comarapa en compañía de doña Rosa de Mairana.

## Historia

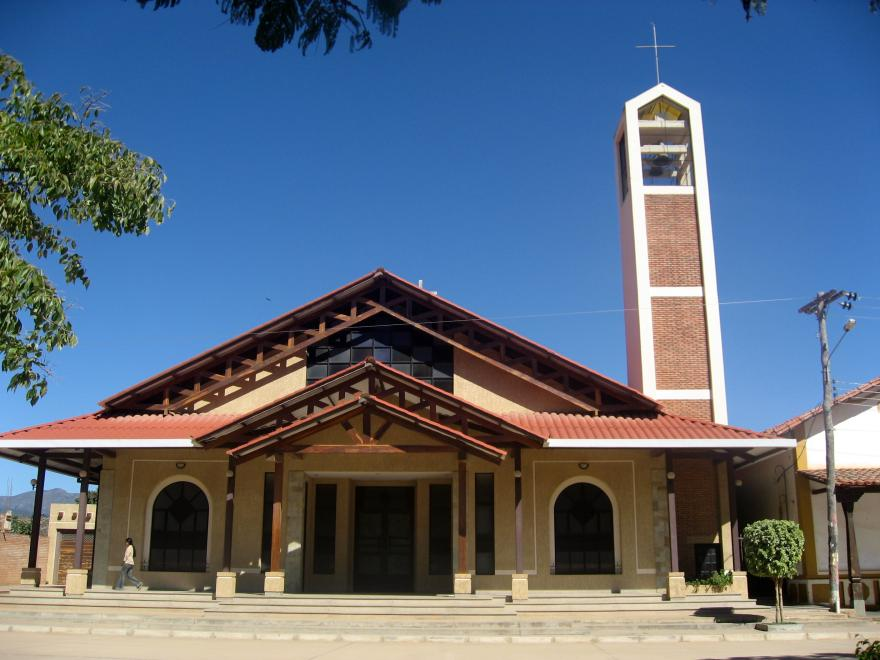
Iglesia de Mairana

El presbítero Manuel Eusebio del Prado fue el responsable de la fundación de Mairana el 24 de septiembre de 1875. Ocho años después, en 1883, fue creada mediante ley la sección municipal (municipio) de Samaipata, en la que la ranchería de Mairana fue elevada a categoría de vicecantón. Luego, el 7 de noviembre de 1887, el vicecantón de Mairana fue elevado a rango de cantón, aún como parte del municipio de Samaipata, durante el gobierno de Gregorio Pacheco. Finalmente, el municipio de Mairana fue creado con base legal según Decreto Supremo de fecha 12 de mayo de 1938.

## Demografía
De acuerdo con el censo boliviano de 2024, la población del municipio de Mairana es de 12 732 habitantes.
La población del municipio se duplicó entre 1992 y 2024:
| Año  | Habitantes (municipio) | Fuente     |
| ---- | ---------------------- | ---------- |
| 1992 | 6.340                  | Censo 1992 |
| 2001 | 7.747                  | Censo 2001 |
| 2012 | 10.177                 | Censo 2012 |
| 2024 | 12.732                 | Censo 2024 |

## Actividad económica
Posee potencialidades en los campos de la agricultura, la avicultura y el turismo.
La agricultura se caracteriza por ser minifundista y con sistemas tradicionales de labranza. En algunos casos, sin embargo, se combina con sistemas mecanizados para la preparación de tierras. Los principales cultivos son el tabaco, maíz, frejol, papa, maní tomate. y hortalizas varias. Mairana es considerada la “capital tabacalera de Bolivia”.
La cría de ganados es generalmente combinada con actividades agrícolas. Muchos productores han incursionado en la cría de aves de granja. El ganado vacuno, porcino, ovino y equino junto a la agricultura constituye una fuente de ingresos para las familias. Los artesanos elaboran arados, yugos, lazos, alforjas, mangos de herramientas, canastas y tejidos destinados al uso doméstico.
Mairana es una zona ideal para la integración agropecuaria en sistemas de producción que combinan la agricultura, la pecuaria y el manejo de suelos con sistemas de rotación y fertilización con abonos orgánicos. Los recursos forestales son la mará, palo maría, cuchi, tarara, trompillo, tajibo, momoqui, cedro, cerebó. En el Municipio funcionan microempresas agrícolas y pecuarias, dedicadas generalmente a la avicultura. En los últimos años se ha incrementado la producción de cerdos. Se dispone de recursos hídricos permanentes. Cuenta con acceso por carretera a los mercados de Santa Cruz de la Sierra y Cochabamba.

## Cultura
Los eventos más importantes de fortalecimiento y conservación de la cultura de esta región son: El Carnaval (tradicional único en su género), el día de la Tradición Mairaneña (Domingo de Resurrección en Semana Santa), la Fiesta Patronal de la Virgen del Carmen (16 de julio) y el Aniversario de Mairana (24 de septiembre).

## Atractivos turísticos
Los recursos turísticos son muy variados, existen numerosos atractivos dispersos en todo el municipio, que ofrecen al turista paisajes hermosos con exuberante flora y fauna, serranías, cañones, acantilados, ríos, lagunas, caídas de agua (en la comunidad del Nogal), helechos gigantes (en la comunidad de La Yunga), represa (en la comunidad de La Tuna) y sitios arqueológicos donde se ha encontrado piezas de rocas volcánicas con formaciones muy peculiares.
En 2014 se descubrió una antigua pirámide circular en el municipio de Mairana, que pertenecería a una cultura amazónica con más de 2.000 años de antigüedad.